# Cantó d'Embèrt
El cantó d'Embèrt és un cantó francès del departament del Puèi Domat, situat al districte d'Embèrt. Té 9 municipis i el cap és Embèrt.

## Municipis
- Embèrt
- Champétières
- La Forie
- Job
- Marsac-en-Livradois
- Saint-Ferréol-des-Côtes
- Saint-Martin-des-Olmes
- Thiolières
- Valcivières

## Història
| Data d'elecció                           | Identitat        | Partit           | Qualitat |
| ---------------------------------------- | ---------------- | ---------------- | -------- |
| 1961-1973                                | M. Lacroix       | Divers gauche    |          |
| 1973-1979                                | M. Chaduc        | PS               |          |
| 1979-2004                                | Georges Chanoine | UDF, després UMP |          |
| 2004-                                    | Jacquie Douarre  | PCF              |          |
| les dades anteriors no són pas conegudes |                  |                  |          |
|                                          |                  |                  |          |

## Demografia
| 1962   | 1968   | 1975   | 1982   | 1990   | 1999   | 2007   |
| ------ | ------ | ------ | ------ | ------ | ------ | ------ |
| 11.263 | 11.937 | 11.735 | 11.692 | 11.538 | 11.524 | 11.306 |